# 印第安格羅夫 (北卡羅萊納州)
印第安格羅夫（英語：Indian Grove）是位於美國北卡羅萊納州薩里縣的非建制地區。

## 歷史
印第安格羅夫的郵局於1878年設立，其後於1880年停運。

## 地理
印第安格羅夫所處的海拔為高於海平面429米（即1408英呎），而該地所採用的時區為UTC-5，即北美东部时区（EST）。同時該地設有夏令時間，為UTC-5調快一小時，即UTC-4（EDT）。